# Kolbäck
Kolbäck is een plaats in de gemeente Hallstahammar in het landschap Västmanland en de provincie Västmanlands län in Zweden. De plaats heeft 1853 inwoners (2005) en een oppervlakte van 214 hectare.

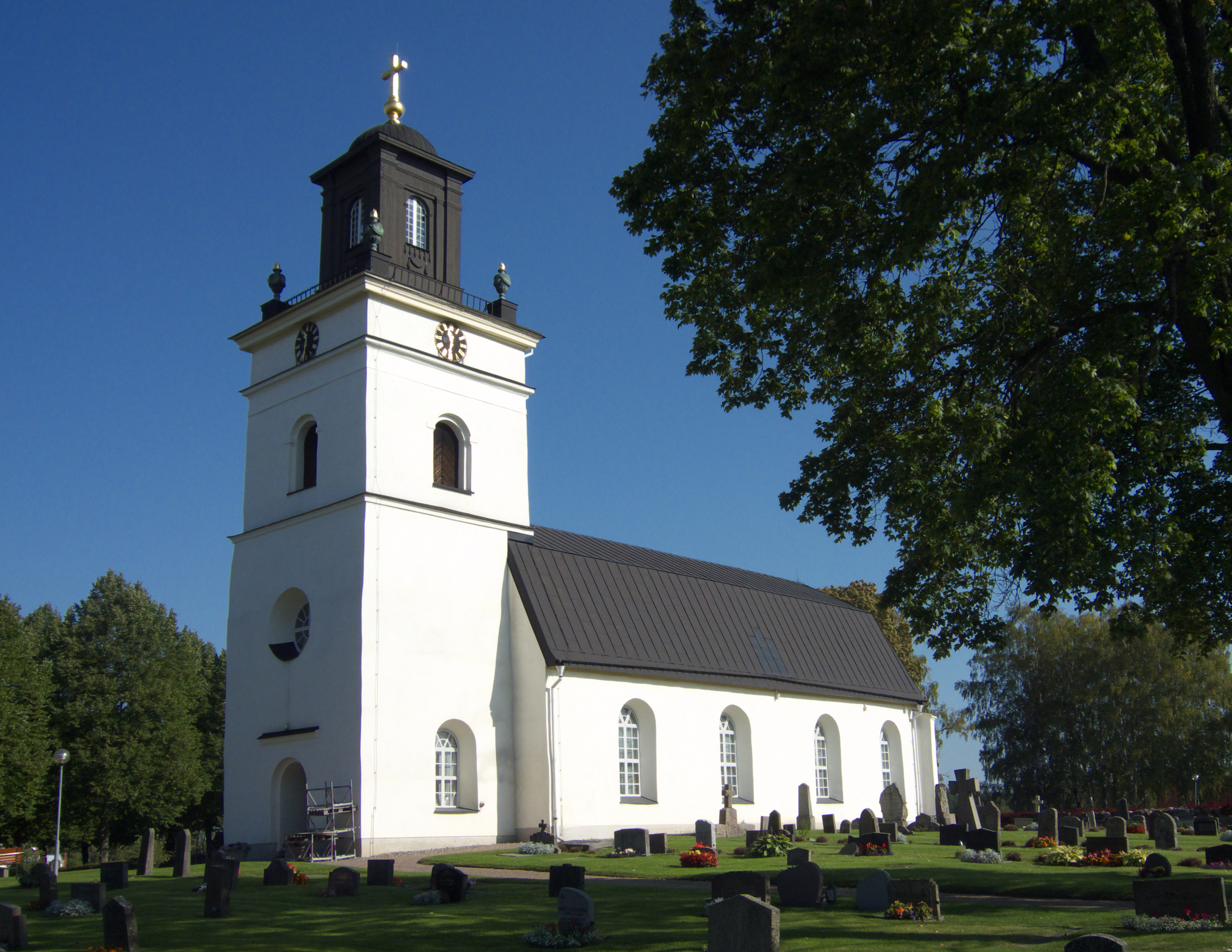
Kerk in Kolbäck
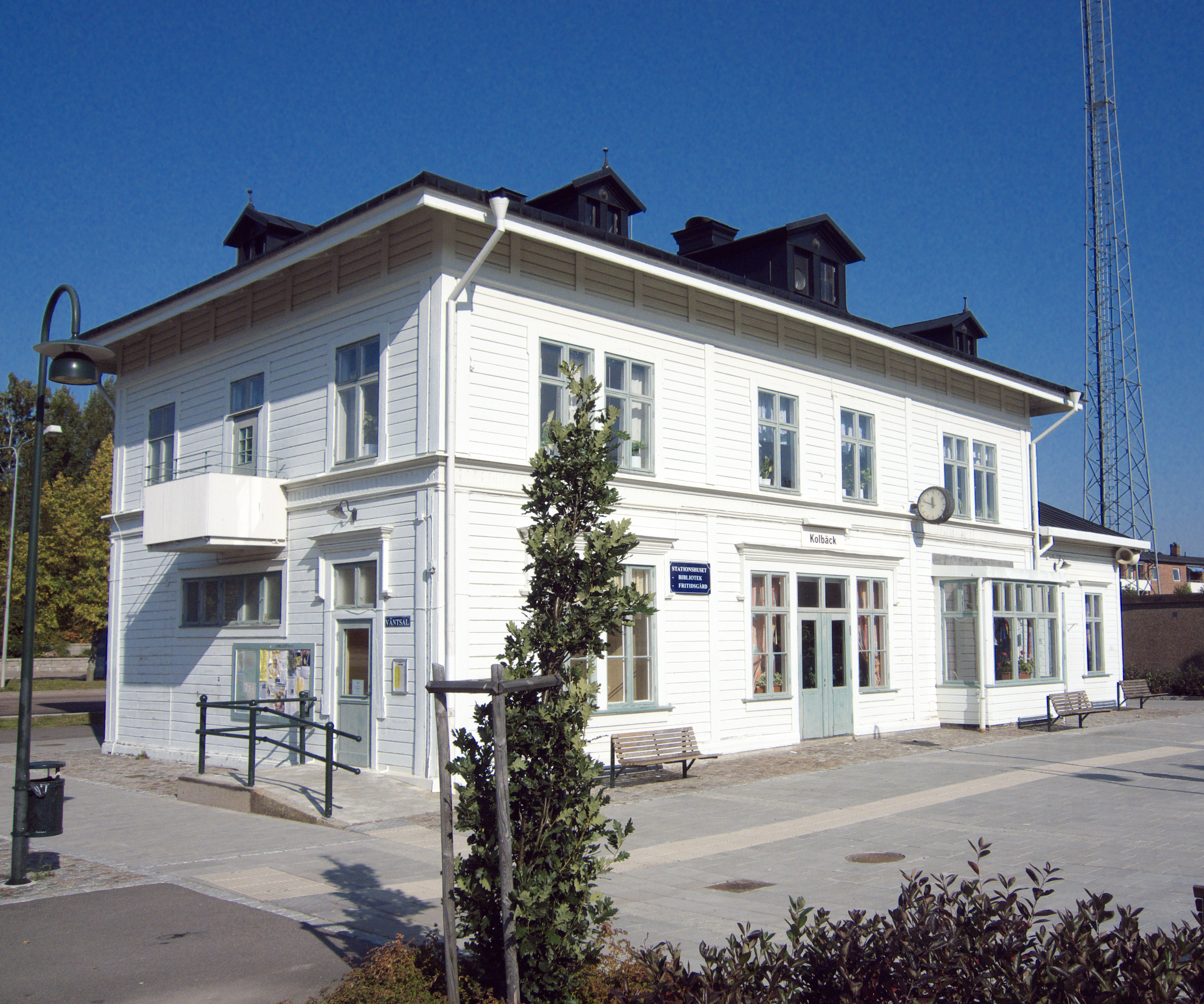
Station van Kolbäck

## Verkeer en vervoer
Bij de plaats lopen de E18 en Länsväg 252.
De plaats heeft een station aan de spoorlijnen Bergslagspendeln, Stockholm - Örebro en Oxelösund - Sala.